# Hirnkirchen
Hirnkirchen ist ein Gemeindeteil des Marktes Au i.d.Hallertau im Landkreis Freising, Oberbayern.

## Lage
Der Ort liegt in der südlichen Hallertau, dem wichtigsten Hopfenanbaugebiet Deutschlands, im Tal der Abens, etwa 20 Kilometer nördlich der Kreisstadt Freising. Der Ort zählt 95 Einwohner.

## Geschichte
Das Kirchdorf wurde erstmals im Jahr 994 als Heripirgachiricha urkundlich erwähnt. Seit 1260 war Hirnkirchen Sitz einer geschlossenen Hofmark im Besitz der Auer. Im Jahr 1565 erwarb die Herrschaft Au die Hofmark und die zugehörigen Güter vom damaligen Besitzer Sebastian von Kreitt zu Straß und Velden.
Im Zuge der Gemeindebildung nach dem Zweiten Gemeindeedikt entstand aus dem Patrimonialgericht Hirnkirchen 1818 eine selbständige Landgemeinde. Zur Gemeinde gehörten neben dem Kirchdorf die Gemeindeteile Kranzberg und Grubanger. Erst im 19. Jahrhundert entstand im Gemeindegebiet die Einöde Neuhub.
Mit der Gemeindegebietsreform schloss sich Hirnkirchen am 1. Januar 1971 mit der Gemeinde Hemhausen zur neuen Gemeinde Abens zusammen. Nach Auflösung dieser Gemeinde wurde Hirnkirchen am 1. Mai 1978 ein Ortsteil von Au in der Hallertau.

## Sehenswürdigkeiten
Das Ortsbild wird geprägt von der katholischen Filialkirche St. Peter und Paul.